# Guy Clark

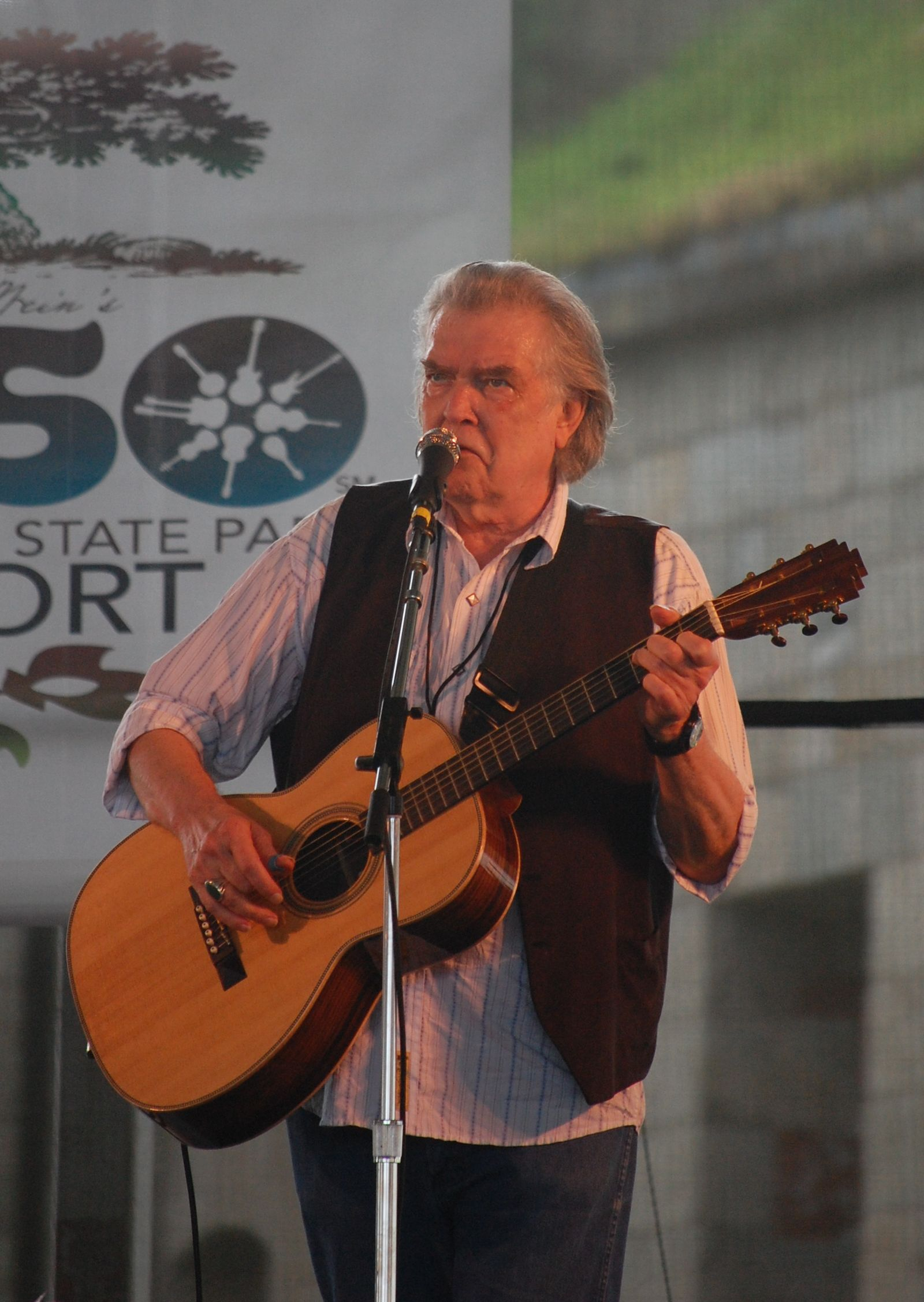
Guy Clark (2009)

Guy Clark (* 6. November 1941 in Monahans, Texas; † 17. Mai 2016 in Nashville, Tennessee) war ein US-amerikanischer Country-Musiker und Singer-Songwriter.

## Leben
Clarks frühe musikalische Einflüsse waren mexikanische Songs, die er in Westtexas hörte.
Als Songwriter wurde er bekannt, als Jerry Jeff Walker seine Lieder L.A. Freeway und Desperados Waiting For a Train aufnahm. Künstler wie Johnny Cash, Vince Gill, Ricky Skaggs, Steve Wariner und Rodney Crowell nahmen ebenfalls Songs aus Clarks Feder auf. Emmylou Harris begleitete Clark bei mehreren Aufnahmen. Herauszuheben ist dabei Clarks eigene Version von Desperados Waiting For a Train auf seinem ersten Album Old No 1 von 1975.
Clark ist für seine „story songs“ bekannt, in denen er wie ein moderner Troubadour Geschichten erzählt, die er oder andere erlebt haben. Als einen seiner Haupteinflüsse bezeichnete er Townes Van Zandt. Mit dem Musiker verband ihn eine jahrelange Freundschaft. Nach Van Zandts Tod 1997 hat Clark auf fast jedem Album einen Song seines Freundes aufgenommen. 1995 nahm er ein Livealbum mit Van Zandt und Steve Earle auf, Together at the Bluebird Cafe, das erst im Oktober 2001 veröffentlicht wurde. Ein anderes Livealbum von Clark ist Keepers.
Musikern wie Steve Earle und Rodney Crowell half Clark als Mentor. So beschaffte er Earle seinen ersten Job als Songschreiber in Nashville. In den 1970er Jahren war das Haus von Clark und Gattin Susanna in Nashville offen für Musiker und Songschreiber, was in dem Film Heartworn Highways dokumentiert wird. Susanna Clark, die selbst Songs schrieb und als Grafikerin Alben von Willie Nelson oder Emmylou Harris gestaltete, starb am 27. Juni 2012 im Alter von 73 Jahren.
Guy Clark wurde 2004 in die Nashville Songwriters Hall of Fame aufgenommen. Er wurde auch mehrfach für einen Grammy Award nominiert. Für sein Album My Favourite Picture of You erhielt er bei den Grammy Awards 2014 die Auszeichnung für das beste Folkalbum des Jahres.
Neben seiner Musikerkarriere arbeitete Clark als Gitarrenbauer.

## Diskografie

### Studioalben
| Jahr | Titel                        | Höchstplatzierung, Gesamtwochen, AuszeichnungChartplatzierungen (Jahr, Titel, Platzierungen, Wochen, Auszeichnungen, Anmerkungen) | Höchstplatzierung, Gesamtwochen, AuszeichnungChartplatzierungen (Jahr, Titel, Platzierungen, Wochen, Auszeichnungen, Anmerkungen) | Anmerkungen |
| Jahr | Titel                        | US | Country | Anmerkungen |
| ---- | ---------------------------- | --- | --- | ----------- |
| 1975 | Old No. 1                    | — | Country41 (3 Wo.)Country |             |
| 1976 | Texas Cookin’                | — | Country48 (2 Wo.)Country |             |
| 1983 | Better Days                  | — | Country48 (8 Wo.)Country |             |
| 2002 | The Dark                     | — | Country46 (3 Wo.)Country |             |
| 2006 | Workbench Songs              | — | Country74 (1 Wo.)Country |             |
| 2009 | Somedays the Song Writes You | — | Country59 (4 Wo.)Country |             |
| 2013 | My Favorite Picture of You   | US62 (2 Wo.)US | Country12 (8 Wo.)Country |             |

Weitere Studioalben
- 1978: Guy Clark
- 1981: The South Coast of Texas
- 1988: Old Friends
- 1992: Boats to Build
- 1995: Dublin Blues
- 1999: Cold Dog Soup

### Livealben
- 1979: On The Road Live
- 1997: Keepers
- 2001: Together at the Bluebird Cafe (mit Townes Van Zandt & Steve Earle)
- 2007: Live from Austin, TX

### Kompilationen
| Jahr | Titel             | Höchstplatzierung, Gesamtwochen, AuszeichnungChartplatzierungen (Jahr, Titel, Platzierungen, Wochen, Auszeichnungen, Anmerkungen) | Höchstplatzierung, Gesamtwochen, AuszeichnungChartplatzierungen (Jahr, Titel, Platzierungen, Wochen, Auszeichnungen, Anmerkungen) | Anmerkungen |
| Jahr | Titel             | US | Country | Anmerkungen |
| ---- | ----------------- | --- | --- | ----------- |
| 2011 | Songs And Stories | US146 (1 Wo.)US | Country29 (2 Wo.)Country |             |

Weitere Kompilationen
- 1982: Best of Guy Clark
- 1983: Greatest Hits
- 1995: Craftsman
- 1997: The Essential Guy Clark
- 2007: Americana Master Series: Best of the Sugar Hill Years
- 2007: Hindsight 21-20: Anthology 1975-1995
- 2008: The Platinum Collection
- 2011: Songs and Stories
- 2017: The Best of Dualtone Years

### Singles
| Jahr | Titel Album                                       | Höchstplatzierung, Gesamtwochen, AuszeichnungChartsChartplatzierungen (Jahr, Titel, Album, Platzierungen, Wochen, Auszeichnungen, Anmerkungen) | Anmerkungen |
| Jahr | Titel Album                                       | Country | Anmerkungen |
| ---- | ------------------------------------------------- | --- | ----------- |
| 1979 | Fools for Each Other Guy Clark                    | Country96 (2 Wo.)Country |             |
| 1981 | The Partner Nobody Chose The South Coast of Texas | Country38 (11 Wo.)Country |             |
| 1983 | Homegrown Tomatoes Better Days                    | Country42 (13 Wo.)Country |             |

## Filmografie
- Heartworn Highways  – Dokumentarfilm, Snapper/Catfish, 1981/2003, mit Townes Van Zandt, David Allan Coe und Steve Earle